# 古川駅 (徳島県)
古川駅（ふるかわえき）は、徳島県板野郡応神村古川（現・徳島市応神町古川）にあった鉄道省（後の日本国有鉄道）阿波線の駅（廃駅）である。
吉野川に架橋できず、徳島市街に乗り入れることができなかった阿波電気軌道（後の阿波鉄道）が対岸に設けたターミナル駅である。吉野川は船で渡して徳島市街に連絡していた。1935年（昭和10年）の吉野川架橋による徳島駅乗り入れに伴い、廃駅となった。

## 歴史
- 1916年（大正5年）7月1日：阿波電気軌道当駅 - 撫養駅間の開通時に設置[2]。一般駅。
- 1933年（昭和8年）7月1日：阿波鉄道（←阿波電気軌道）の国有化により鉄道省阿波線の駅となる[2]。
- 1935年（昭和10年）3月20日：当駅 - 吉成駅間の廃線により廃駅となる[2]。

## 隣の駅
鉄道省
阿波線
古川駅 - 阿波中原駅